# ویلهلمینائورد
ویلهلمینائورد (به هلندی: Wilhelminaoord) یک منطقهٔ مسکونی در هلند است که در وسترفلد واقع شده‌است. ویلهلمینائورد c نفر جمعیت دارد.